# خفاش زرد جنوبی
خفاش زرد جنوبی (نام علمی: Lasiurus ega) نام یک گونه از خانواده خفاش‌ناهیدی است.